# Thinus Delport
Pour les articles homonymes, voir Delport.
Pas d'image ? Cliquez ici

a Compétitions nationales et continentales officielles uniquement.

b Matchs officiels uniquement.
Dernière mise à jour le 6 août 2019.
Gerhardus Marthinus Delport, plus connu comme Thinus Delport, né le 2 février 1975 à Port Elizabeth (Afrique du Sud), est un joueur de rugby à XV sud-africain qui joue avec l'équipe d'Afrique du Sud. Il évolue au poste d'arrière ou d'ailier (1,89 m et 98 kg).
Il évolue dans le Super 12 (devenu le Super 14) sous les couleurs des Cats, une franchise de rugby à XV d'Afrique du Sud basée à Johannesburg. Elle est principalement constituée de la province sud-africaine de Currie Cup des Golden Lions (ancienne équipe du Transvaal).
Et donc dans le championnat des Provinces, il défend les couleurs des Golden Lions.
Puis il rejoint le club anglais de Gloucester, et enfin celui de Worcester.

## Carrière

### En province
- Golden Lions (Afrique du Sud)

### En franchise
- Cats

### En club
- Gloucester RFC 2002-2004
- Worcester 2004-2008
- Kobelco Steelers 2008-2010

### En équipe nationale
Il a effectué son premier test match avec les Springboks le 10 juin 2000 à l’occasion d’un match contre l'équipe du Canada.
Il a disputé la coupe du monde 2003 (4 matchs).

## Palmarès

### Avec les Springboks
- 18 sélections
- Sélections par saison : 10 en 2000, 2 en 2001, 7 en 2003.
- Participation à la coupe du monde 2003 (4 matchs).

### En club et province
Avec Worcester
- Bouclier européen
  - Finaliste (1) : 2005[2]